# Bukovec (okres Chust)
Bukovec (ukrajinsky Буковець, maďarsky Bükköspatak) je obec v Pylypecké venkovské komunitě (ukrajinsky: Пилипецька сільська громада). Leží v okrese Chust Zakarpatské oblasti Ukrajiny. V roce 2001 zde žilo 449 obyvatel.
V obci jsou ukrajinské národní památky – dřevěná cerkev zasvěcená Uvedení Matky Boží, z roku 1759 a zvonice k této cerkvi, která pochází z počátku 20. století.

## Místní části
- Zalomiska
- Pavlovec

## Historie
První písemná zmínka o vesnici pochází z roku 1453. Do uzavření Trianonské smlouvy byla obec součástí Uherska, poté součástí první československé republiky. Od roku 1945 byla obec součástí Ukrajinské sovětské socialistické republiky, která byla součástí SSSR. Od roku 1991 je obec součástí nezávislé Ukrajiny.